# Guillermo Carreño
Guillermo Gerardo Carreño Matamala (Santiago, Chile, 6 de febrero de 1962) es un exfutbolista y entrenador chileno. Jugaba de delantero y militó en diversos clubes de Chile. Actualmente es el Ayudante Técnico de Deportes Iquique.

## Trayectoria
Sus primeros pasos futbolísticos los hizo en la Comuna de Conchalí. A los doce años, se integró a la segunda infantil de Unión Española, equipo en el que debutó profesionalmente en 1980.
En 1984 fue a préstamo a Cobreandino. Entre 1985 y 1988 militó en Deportes Iquique, donde alcanzó su máxima expresión futbolística.
En 1989 es contratado por Colo-Colo, vistiendo la camiseta alba hasta el año 1990. Con el "Cacique" ganó el Torneo Nacional en 1989 y 1990 y la Copa Chile de los mismos años. En 1991 arribó a O’Higgins de Rancagua, donde permaneció hasta 1993. Al año siguiente, volvió a Deportes Iquique, para tras dos temporadas pasar a Unión Santa Cruz, donde termina su carrera en 1996.

## Selección nacional
Fue internacional con la Selección juvenil de Chile. En 1983 integró la selección adulta que compitió en los IX Juegos Panamericanos, efectuados en Caracas en Venezuela. También fue seleccionado adulto los años 1988 y 1989. Registra en su estadística dos partidos jugados.

#### Partidos internacionales
| Partidos internacionales | Partidos internacionales | Partidos internacionales                                | Partidos internacionales | Partidos internacionales | Partidos internacionales | Partidos internacionales | Partidos internacionales | Partidos internacionales | Partidos internacionales   |
| N.º                      | Fecha                    | Estadio                                                 | Local                    | Resultado                | Visitante                | Goles                    | Asistencias              | DT                       | Competición                |
| ------------------------ | ------------------------ | ------------------------------------------------------- | ------------------------ | ------------------------ | ------------------------ | ------------------------ | ------------------------ | ------------------------ | -------------------------- |
| 1                        | 29 de enero de 1989      | Estadio del Barcelona Sporting Club, Guayaquil, Ecuador | Ecuador                  | 1-0                      | Chile                    |                          |                          | Orlando Aravena          | Amistoso                   |
| 2                        | 5 de febrero de 1989     | Estadio Centenario, Armenia, Colombia                   | Colombia                 | 1-0                      | Chile                    |                          |                          | Orlando Aravena          | Copa Centenario de Armenia |
| Total                    | Total                    | Total                                                   | Presencias               | 2                        | Goles                    | 0                        |                          |                          |                            |

| Selección chilena | Selección chilena | Selección chilena |
| Año               | Partidos          | Goles             |
| ----------------- | ----------------- | ----------------- |
| 1989              | 2                 | 0                 |
| Total             | 2                 | 0                 |

## Clubes

### Como jugador
| Club             | País  | Año       |
| ---------------- | ----- | --------- |
| Unión Española   | Chile | 1980-1983 |
| Cobreandino      | Chile | 1984      |
| Deportes Iquique | Chile | 1985-1988 |
| Colo-Colo        | Chile | 1989-1990 |
| O'Higgins        | Chile | 1991-1993 |
| Deportes Iquique | Chile | 1994-1995 |
| Unión Santa Cruz | Chile | 1996      |

### Como entrenador
| Club                        | País  | Año       |
| --------------------------- | ----- | --------- |
| Deportes Iquique (femenino) | Chile | 2020-Act. |

## Palmarés

### Campeonatos nacionales
| Título           | Club      | País  | Año  |
| ---------------- | --------- | ----- | ---- |
| Copa Digeder     | Colo-Colo | Chile | 1989 |
| Primera Chile    | Colo-Colo | Chile | 1989 |
| Copa Digeder     | Colo-Colo | Chile | 1990 |
| Primera División | Colo-Colo | Chile | 1990 |